# Sean Casten

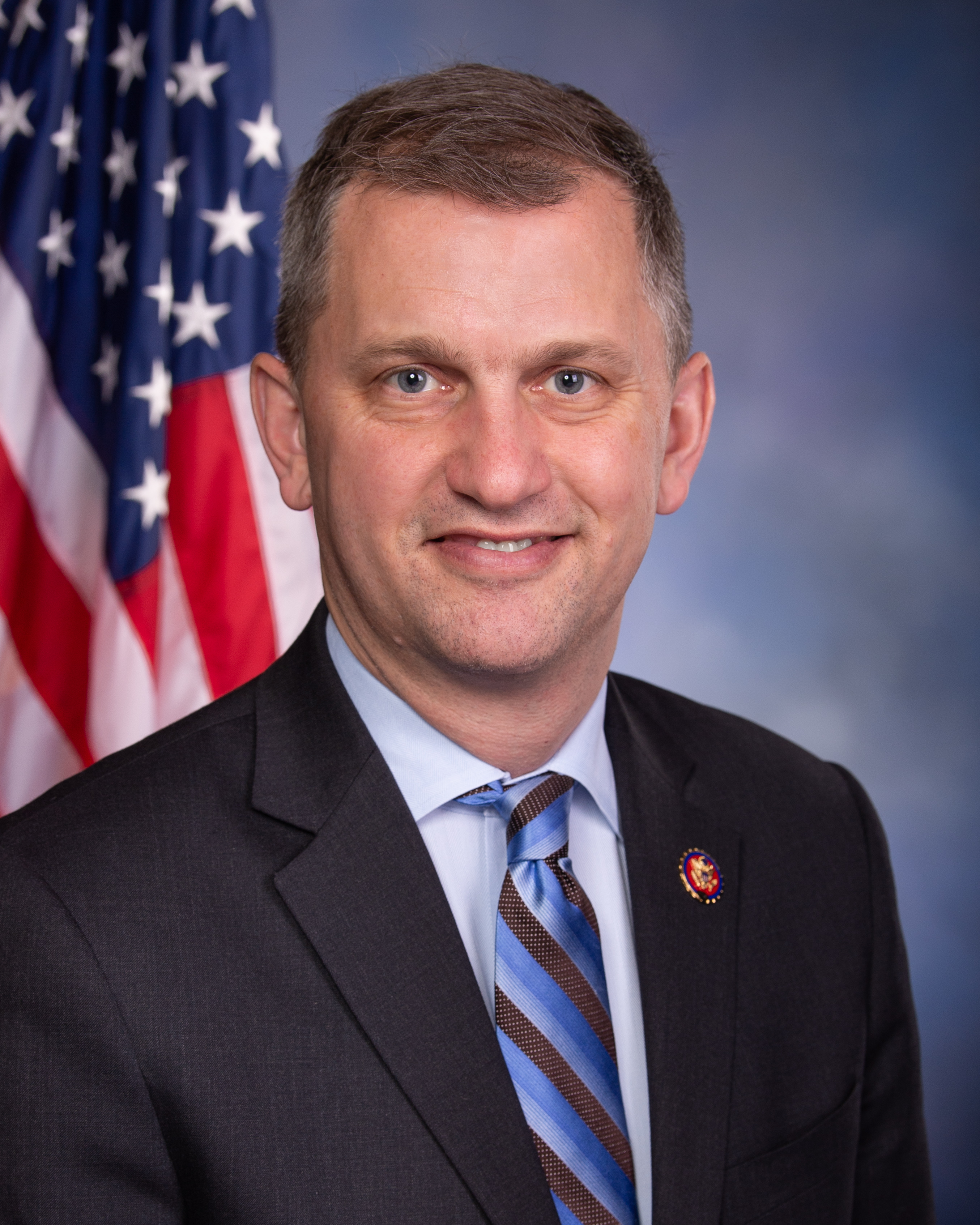
Sean Casten (2019)

Sean Thomas Casten (* 23. November 1971 in Dublin, Irland) ist ein amerikanischer Unternehmer im Energiesektor und Politiker der Demokratischen Partei. Er ist seit Januar 2019 Mitglied des Repräsentantenhauses der Vereinigten Staaten für den sechsten Distrikt des Bundesstaats Illinois.

## Leben
Casten studierte am Middlebury College und erwarb einen Bachelor of Arts in Mikrobiologie und Biochemie. 1998 erwarb er zusätzlich einen Master of Science sowie einen Master of Engineering Management (M.E.M.) an der Thayer School of Engineering der Dartmouth University in Hanover (New Hampshire). Nach einer Tätigkeit als Berater bei Arthur D. Little war Casten Geschäftsführer der Firma Turbosteam Corporation, die Anlagen mit Kraft-Wärme-Kopplung herstellt und installiert. 2006 war er Mitbegründer von Recycled Energy Development in Illinois, die Anlagen mit Abwärmenutzung entwickelt und betreibt. Die Firma wurde 2016 veräußert. Zusätzlich war er in Fachverbänden aktiv.
Casten ist verheiratet und hat zwei Kinder. Die Familie lebt in Downers Grove.

## Politik
Bei den Wahlen zum US-Repräsentantenhaus 2018 trat Casten für den sechsten Kongresswahlbezirk von Illinois gegen den langjährigen Amtsinhaber, den Republikaner Peter Roskam, an. Die demokratischen Vorwahlen konnte Casten mit 29,5 % der Stimmen, in einem Feld von insgesamt sieben Kandidaten, mit nur 3 % Vorsprung gewinnen. Bei den allgemeinen Wahlen erreichte er 53,6 % der Stimmen gegen Roskam. Er trat sein Mandat im Repräsentantenhaus der Vereinigten Staaten in Washington, D.C. am 3. Januar 2019 an. Bei den Wahlen 2020, die am 3. November stattfanden, siegte er mit 52,8 % gegen Jeanne M. Ives von der Republikanischen Partei sowie den Libertären Bill Redpath.
Die Primary (Vorwahl) seiner Partei für die Wahlen 2022 am 28. Juni konnte er mit 68,1 %, unter anderem gegen die bisherige Vertreterin des dritten Distrikts, Marie Newman, gewinnen. Er trat am 8. November 2022 gegen Keith Pekau von der Republikanischen Partei sowie den unabhängigen Arthur Jones an. Er konnte die Wahl 2022 mit 53,7 % der Stimmen für sich entscheiden. In der nächsten Vorwahl 2024 setzte er sich gegen seine Parteifreunde Mahnoor Ahmad und Charles Hughes durch. In der Hauptwahl erhielt Casten 54,2 % der Stimmen und besiegte so die Republikanerin Niki Conforti. Casten ist dadurch auch im Repräsentantenhaus des 119. Kongresses vertreten. Seine aktuelle Legislaturperiode läuft bis zum 3. Januar 2027.

### Ausschüsse
Casten ist aktuell Mitglied in folgenden Ausschüssen des Repräsentantenhauses:
- Committee on Financial Services
  - Consumer Protection and Financial Institutions
  - Investor Protection, Entrepreneurship, and Capital Markets
- Committee on Science, Space, and Technology
  - Energy
  - Environment
  - Investigations and Oversight
- Select Committee on the Climate Crisis

Außerdem ist er Mitglied in der New Democrat Coalition sowie in weiteren 22 Caucuses.